# Oost-Azië-top
De Oost-Azië-top (Engels: East Asia Summit (ESA)) is een jaarlijks terugkerend forum, aanvankelijk gehouden door leiders van zestien landen in Oost-Azië. In 2011, tijdens de zesde Oost-Azië-top, werden ook Rusland en de Verenigde Staten lid, waarmee de teller op achttien landen kwam. De ESA-top wordt standaard ná de jaarlijkse ASEAN-top gehouden. De eerste ESA-top werd op 14 december 2005 in Kuala Lumpur, Maleisië gehouden.

## Geschiedenis

### Geschiedenis voor de eerste Oost-Azië-top
Het concept van een gemeenschap van Oost-Aziatische landen bestond al in 1991, toen Mahathir Mohammed, de toenmalige premier van Maleisië, een Oost-Aziatische vrijhandelszone op gang probeerde te krijgen.

### Jaarlijkse top
|     | Datum               | Gastland                   | Gastheer                 | Opmerking |
| --- | ------------------- | -------------------------- | ------------------------ | --- |
| 1e  | 14 december 2005    | Maleisië Kuala Lumpur      | Abdullah Ahmad Badawi    | De president van Rusland was te gast.                                                                            |
| 2e  | 15 januari 2007     | Filipijnen Cebu City       | Gloria Macapagal-Arroyo  | Herschikt van 13 december 2006.                                                                                  |
| 3e  | 21 november 2007    | Singapore                  | Lee Hsien Loong          | |
| 4e  | 25 oktober 2009     | Thailand Cha-am & Hua Hin  | Abhisit Vejjajiva        | In oktober 2008 werd bekend dat de top van Bangkok naar Chiang Mai verplaatst zou worden.                        |
| 5e  | 30 oktober 2010     | Vietnam Hanoi              | Nguyen Minh Triet        | De Amerikaanse minister van Buitenlandse Zaken en de Russische minister van Buitenlandse Zaken bezochten de top. |
| 6e  | 18–19 november 2011 | Indonesië Bali             | Susilo Bambang Yudhoyono | De Verenigde Staten en Rusland worden lid.                                                                       |
| 7e  | 19–20 november 2012 | Cambodja Phnom Penh        | Hun Sen                  | |
| 8e  | 9–10 oktober 2013   | Brunei Bandar Seri Begawan | Hassanal Bolkiah         | |
| 9e  | 12–13 november 2014 | Myanmar Naypyidaw          | Thein Sein               | |
| 10e | 21–22 november 2015 | Maleisië Kuala Lumpur      | Najib Razak              | |
| 11e | 6–8 september 2016  | Laos Vientiane             | Thongloun Sisoulith      | |
| 12e | 13–14 november 2017 | Filipijnen Pasay           | Rodrigo Duterte          | De premier van Canada was te gast.                                                                               |
| 13e | 14–15 november 2018 | Singapore Centraal Gebied  | Lee Hsien Loong          | |
| 14e | 4 november 2019     | Thailand Bangkok           | Prayut Chan-o-cha        | |
| 15e | 14 november 2020    | Vietnam Hanoi              | Nguyễn Xuân Phúc         | De top werd georganiseerd door Vietnam, maar vond wegens de coronapandemie slechts online plaats.                |
| 16e | 26–27 oktober 2021  | Brunei Bandar Seri Begawan | Hassanal Bolkiah         | De top werd georganiseerd door Brunei, maar vond wegens de coronapandemie slechts online plaats.                 |
| 17e | 12–13 november 2022 | Cambodja Phnom Penh        | Hun Sen                  | |
| 18e | 6–7 september 2023  | Indonesië Jakarta          | Joko Widodo              | |

## Potentiële toekomstige leden

### Oost-Timor en Papoea-Nieuw-Guinea
Oost-Timor is een kandidaat ASEAN-lid en wil ook lid worden van de ESA. Papoea-Nieuw-Guinea heeft de intentie om lid te willen worden getoond.